# Eudejeania huascarayana
Eudejeania huascarayana är en tvåvingeart som beskrevs av Townsend 1914. Eudejeania huascarayana ingår i släktet Eudejeania och familjen parasitflugor.
Artens utbredningsområde är Peru. Inga underarter finns listade i Catalogue of Life.